# Nymula nymphidioides
Nymula nymphidioides är en fjärilsart som beskrevs av Butler 1872. Nymula nymphidioides ingår i släktet Nymula och familjen Riodinidae. Inga underarter finns listade i Catalogue of Life.